# تفجير محطة بارسونز غرين 2017
تفجير محطة بارسونز غرين في 15 سبتمبر 2017 هو انفجار وقع في داخل قطار مترو في محطة بارسونز غرين، وقد أدى إلى إصابة 29 شخصاً أغلبهم بحروق. وتتعامل شرطة لندن مع الحادث الذي وقع حوالي الساعة 8:20 صباحاً (تبعاً للتوقيت الصيفي البريطاني) على أنه عمل إرهابي.

## الخلفية
وقعت خلال الأشهر القليلة السابقة لهذا التفجير عدد من الهجمات الإرهابية في بريطانيا، فبدءًا من هجوم وستمنستر في مارس مروراً بهجوم مانشستر آرينا في مايو وهجمات جسر لندن بالإضافة إلى هجوم الدهس على المصلين في يوليو.

## الهجوم

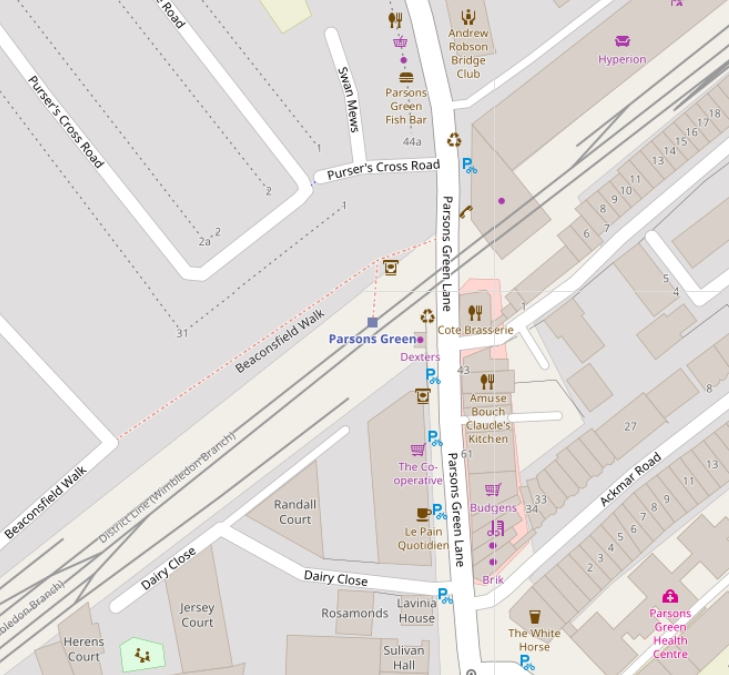
خريطة موقع المحطة

وقع التفجير في ساعة الذروة الصباحية على متن قطار مترو متجه شرقاً في محطة بارسونز غرين بغرب لندن. ولقد نتج عن التفجير كرة لهب في العربة الأخيرة للقطار الذي كان مزدحما بالركاب. وتعرض عدداً منهم إلى إصابات حرق بدرجات مختلفة، بينما تعرض عدداً أخر إلى الإصابة أثناء التدافع الذي شهدته المنطقة وقت الانفجار. وتلقى العلاج حوالي 22 شخصاً نتيجة التفجير.
عثر على العبوة الناسفة وهي محلية الصنع داخل كيس لشركة ليدل لمحلات التسوق، وقد احتوت العبوة على أسلاك ظهرت بجانب العبوة بعد التفجير مما يوحي بأن العبوة فجرت عن بعد.

### تبني التفجير
تبنى داعش عملية التفجير في بيان نشره على وكالة أعماق الإخبارية التابعة له.
لكن شرطة العاصمة وصفت هذا البيان بأنه «روتيني جداً في مثل هذه الظروف، سواء أكانت أو لم تكن لها أي علاقة سابقة مع الأفراد المعنيين»  وفي 17 سبتمبر قالت وزيرة الداخلية أمبر رود إنه لا يوجد دليل على أن داعش كانت وراء الهجوم.

## التحقيق

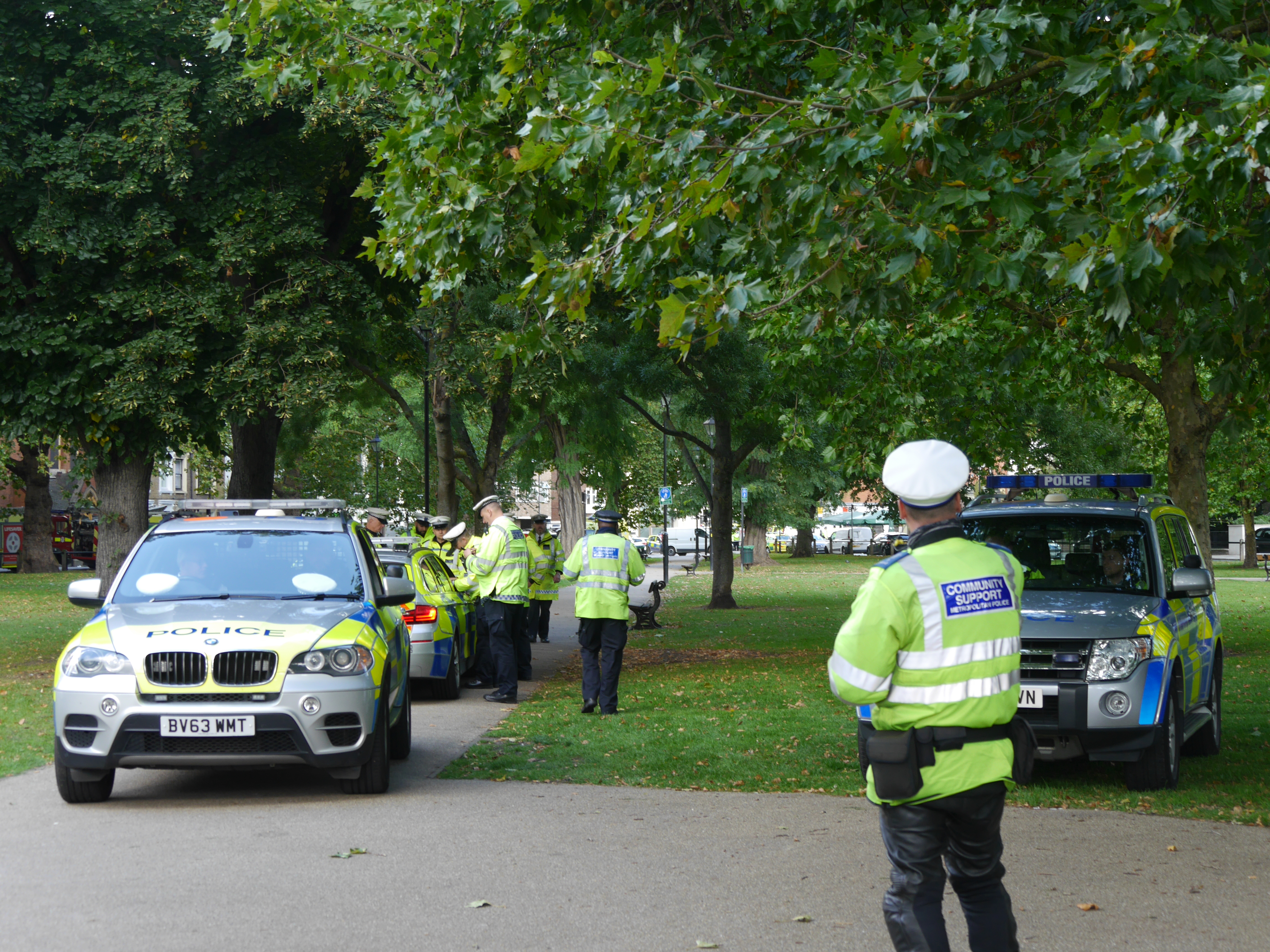
أفراد من سكوتلاند يارد في المنطقة المحيطة بعد الحادث

فتحت شرطة النقل البريطاني تحقيقاً حول الهجوم. ووفقاً لبيان شرطة العاصمة فإن «مئات المحققين» اشتركوا في عملية التحقيق بالحادث. ولقد تعهدت شركة ليدل بمساندة الشرطة في تحقيقها، وذلك بعدما علمت أن القنبلة المستعملة في التفجير وضعت داخل إحدى حقائب تبضع الشركة. كما ابتدأت الشرطة عملية مطاردة لإلقاء القبض على المشتبه بهم.

## ردود الأفعال

### داخلية
عبّرت رئيسة الوزراء البريطانية تيريزا ماي في تصريح لها حول الحادثة: «أفكاري مع المصابين في بارسونز غرين وخدمات الطوارئ الذين يستجيبون بسرعة وبشجاعة مجدداً للحادثة التي يشتبه أن تكون إرهابية.»
قال عمدة لندن صادق خان: «تدين مدينتنا تماماً الأفراد الشنيعين الذين يحاولون استخدام الترهيب لأذيتنا وتدمير طريقتنا في الحياة. كما برهنت لندن مراراً وتكراراً، لن نخضع للترهيب أو الهزيمة على يد الإرهاب. أنا على تواصل قريب مع شرطة العاصمة ونقل لندن والحكومة وخدمات الطوارئ الأخرى الذين يستجيبون في موقع الحدث ويقودون التحقيق. سأكون حاضراً في لقاء غرفة اجتماعات مكتب مجلس الوزراء الطارئ بوايتهول بعد ظهر اليوم مع رئيسة الوزراء. أتقدم بالشكر الجزيل لجميع مستجيبي الطوارئ الشجعان وموظفي هيئة نقل لندن الذين كانوا أول من حضر في موقع الحدث. أحث كل سكان لندن على التزام الهدوء واليقظة والتحقق من موقع هيئة نقل لندن للحصول على مشورة السفر.»
نصح وزير الخارجية بوريس جونسون: «معلوماتي محدودة ومن المهم عدم التكهن. يجب على الجميع الحفاظ على الهدوء والاستمرار في حياتهم بطريقة طبيعية قدر الإمكان. أعلم أن شرطة النقل البريطانية وهيئة نقل لندن تتدبر الوضع وسيقومون بتحديث موقعهم عندما تتوافر لدينا مزيد من المعلومات.»

### عالمية
غرد رئيس الولايات المتحدة دونالد ترامب عبر حسابه الشخصي على تويتر: «هجوم آخر في لندن على يد إرهابي فاشل. هؤلاء أشخاص مريضين ومخبولين كانوا تحت أنظار سكوتلاند يارد. يجب أن تكونوا سباقين!»
كما عبّر جاي فيرهوفشتان في تغريدة له على تويتر عن تضامنه مع سكان لندن. ودعى للعمل على هزيمة: «الذين يسعون إلى ترهيبنا.»